# Coleman (Wisconsin)
Coleman ist eine Gemeinde (mit dem Status „Village“) im Marinette County im US-amerikanischen Bundesstaat Wisconsin. Im Jahr 2010 hatte Coleman 724 Einwohner.

## Geografie
Coleman liegt im Nordosten Wisconsins, rund 35 km südwestlich der Grenze zu Michigan. Der Ort liegt beiderseits des Little Peshtigo River, einem Nebenfluss des in die Green Bay des Michigansees mündenden Peshtigo River. 
Die geografischen Koordinaten von Coleman sind 45°03′54″ nördlicher Breite und 88°02′03″ westlicher Länge. Das Gemeindegebiet erstreckt sich über eine Fläche von 3,03 km². 
Die Nachbarorte von Coleman sind Pound (an der nördlichen Gemeindegrenze), Beaver (10,1 km nördlich), Crivitz (23,5 km in der gleichen Richtung), Peshtigo (22,7 km östlich) und Lena (14,6 km südlich). 
Die nächstgelegenen größeren Städte sind Sault Ste. Marie in Michigan und die gleichnamige Nachbarstadt in der kanadischen Provinz Ontario (405 km ostnordöstlich), Green Bay (64,4 km südlich), Wisconsins größte Stadt Milwaukee (245 km in der gleichen Richtung), Appleton (109 km südsüdwestlich), Wisconsins Hauptstadt Madison (280 km in der gleichen Richtung), Wausau (158 km westlich), Eau Claire (327 km westlich), die Twin Cities in Minnesota (450 km in der gleichen Richtung) sowie Duluth am Oberen See in Minnesota (457 km nordwestlich).

## Verkehr
Der U.S. Highway 141 verläuft in Nord-Süd-Richtung entlang der westlichen Gemeindegrenze von Coleman. Der Business US 141 führt als Hauptstraße durch den Ort. Alle weiteren Straßen sind untergeordnete Landstraßen, teils unbefestigte Fahrwege sowie innerörtliche Verbindungsstraßen.
Durch Coleman verläuft in Nord-Süd-Richtung eine Eisenbahnlinie für den Frachtverkehr der Escanaba and Lake Superior Railroad.
Der nächste Flughafen ist der Austin Straubel International Airport in Green Bay (69,5 km südlich).

## Bevölkerung
Nach der Volkszählung im Jahr 2010 lebten in Coleman 724 Menschen in 315 Haushalten. Die Bevölkerungsdichte betrug 238,9 Einwohner pro Quadratkilometer. In den 315 Haushalten lebten statistisch je 2,3 Personen. 
Ethnisch betrachtet setzte sich die Bevölkerung zusammen aus 95,3 Prozent Weißen, 0,6 Prozent Afroamerikanern, 1,0 Prozent amerikanischen Ureinwohnern sowie 1,4 Prozent aus anderen ethnischen Gruppen; 1,8 Prozent stammten von zwei oder mehr Ethnien ab. Unabhängig von der ethnischen Zugehörigkeit waren 3,2 Prozent der Bevölkerung spanischer oder lateinamerikanischer Abstammung. 
23,6 Prozent der Bevölkerung waren unter 18 Jahre alt, 59,4 Prozent waren zwischen 18 und 64 und 17,0 Prozent waren 65 Jahre oder älter. 49,4 Prozent der Bevölkerung waren weiblich.
Das mittlere jährliche Einkommen eines Haushalts lag bei 47.750 USD. Das Pro-Kopf-Einkommen betrug 20.958 USD. 13,9 Prozent der Einwohner lebten unterhalb der Armutsgrenze.